# Gran Premio motociclistico di Svezia
Il Gran Premio motociclistico di Svezia è stato una delle prove del motomondiale.

## Storia
Disputatosi sin dal 1930 (e valido per il Campionato Europeo nel 1933 e nel 1939) il GP di Svezia diventa una prova del motomondiale a partire dal 1958. Diversi problemi di organizzazione fecero sì che la gara non si disputasse dal 1962 al 1969. Il GP di Svezia ritornò a essere valido per il motomondiale a partire dal 1971, e lo rimase fino al 1990 (con l'eccezione del 1980, anno in cui non si disputò per problemi economici). Nel 1982 Takazumi Katayama, che aveva già vinto il Gran Premio nelle Classi 250 e 350, si impone nella 500, secondo giapponese a vincere nella massima cilindrata.

## Risultati del Gran Premio
| Anno | Circuito     | classe 50                      | classe 125                      | classe 250                     | classe 350                   | classe 500                   | classe sidecar                   | Resoconto |
| ---- | ------------ | ------------------------------ | ------------------------------- | ------------------------------ | ---------------------------- | ---------------------------- | -------------------------------- | --------- |
| 1958 | Hedemora     |                                | Alberto Gandossi (Ducati)       | Horst Fügner (MZ)              | Geoff Duke (Norton)          | Geoff Duke (Norton)          |                                  | Resoconto |
| 1959 | Kristianstad |                                | Tarquinio Provini (MV Agusta)   | Gary Hocking (MZ)              | John Surtees (MV Agusta)     |                              |                                  | Resoconto |
| 1961 | Kristianstad |                                | Luigi Taveri (Honda)            | Mike Hailwood (Honda)          | František Šťastný (Jawa)     | Gary Hocking (MV Privat)     |                                  | Resoconto |
| 1971 | Anderstorp   | Ángel Nieto (Derbi)            | Barry Sheene (Suzuki)           | Rodney Gould (Yamaha)          | Giacomo Agostini (MV Agusta) | Giacomo Agostini (MV Agusta) |                                  | Resoconto |
| 1972 | Anderstorp   | Jan de Vries (Kreidler)        | Ángel Nieto (Derbi)             | Rodney Gould (Yamaha)          | Giacomo Agostini (MV Agusta) | Giacomo Agostini (MV Agusta) |                                  | Resoconto |
| 1973 | Anderstorp   | Jan de Vries (Kreidler)        | Börje Jansson (Maico)           | Dieter Braun (Yamaha)          | Teuvo Länsivuori (Yamaha)    | Phil Read (MV Agusta)        |                                  | Resoconto |
| 1974 | Anderstorp   | Henk van Kessel (Kreidler)     | Kent Andersson (Yamaha)         | Takazumi Katayama (Yamaha)     | Teuvo Länsivuori (Yamaha)    | Teuvo Länsivuori (Yamaha)    |                                  | Resoconto |
| 1975 | Anderstorp   | Eugenio Lazzarini (Piovaticci) | Paolo Pileri (Morbidelli)       | Walter Villa (Harley-Davidson) |                              | Barry Sheene (Suzuki)        |                                  | Resoconto |
| 1976 | Anderstorp   | Ángel Nieto (Bultaco)          | Pier Paolo Bianchi (Morbidelli) | Takazumi Katayama (Yamaha)     |                              | Barry Sheene (Suzuki)        |                                  | Resoconto |
| 1977 | Anderstorp   | Ricardo Tormo (Bultaco)        | Ángel Nieto (Bultaco)           | Mick Grant (Kawasaki)          | Takazumi Katayama (Yamaha)   | Barry Sheene (Suzuki)        |                                  | Resoconto |
| 1978 | Karlskoga    |                                | Pier Paolo Bianchi (Minarelli)  | Gregg Hansford (Kawasaki)      | Gregg Hansford (Kawasaki)    | Barry Sheene (Suzuki)        |                                  | Resoconto |
| 1979 | Karlskoga    |                                | Pier Paolo Bianchi (Minarelli)  | Graziano Rossi (Morbidelli)    |                              | Barry Sheene (Suzuki)        | Taylor-Johansson (Windle-Yamaha) | Resoconto |
| 1981 | Anderstorp   |                                | Ricardo Tormo (Sanvenero)       | Anton Mang (Kawasaki)          |                              | Barry Sheene (Yamaha)        | Biland-Waltisperg (LCR-Yamaha)   | Resoconto |
| 1982 | Anderstorp   |                                | Ivan Palazzese (MBA)            | Roland Freymond (MBA)          |                              | Takazumi Katayama (Honda)    | Biland-Waltisperg (LCR-Yamaha)   | Resoconto |
| 1983 | Anderstorp   |                                | Bruno Kneubühler (MBA)          | Christian Sarron (Yamaha)      |                              | Freddie Spencer (Honda)      | Biland-Waltisperg (LCR-Yamaha)   | Resoconto |
| Anno | Circuito     | classe 80                      | classe 125                      | classe 250                     | classe 350                   | classe 500                   | classe sidecar                   | Resoconto |
| 1984 | Anderstorp   |                                | Fausto Gresini (Garelli)        | Manfred Herweh (Rotax)         |                              | Eddie Lawson (Yamaha)        | Biland-Waltisperg (LCR-Yamaha)   | Resoconto |
| 1985 | Anderstorp   |                                | August Auinger (MBA)            | Anton Mang (Honda)             |                              | Freddie Spencer (Honda)      | Streuer-Schnieders (LCR-Yamaha)  | Resoconto |
| 1986 | Anderstorp   |                                | Fausto Gresini (Garelli)        | Carlos Lavado (Yamaha)         |                              | Eddie Lawson (Yamaha)        | Michel-Fresc (LCR-Yamaha)        | Resoconto |
| 1987 | Anderstorp   |                                | Fausto Gresini (Garelli)        | Anton Mang (Honda)             |                              | Wayne Gardner (Honda)        | Biland-Waltisperg (LCR-Krauser)  | Resoconto |
| 1988 | Anderstorp   |                                | Jorge Martínez (Derbi)          | Sito Pons (Honda)              |                              | Eddie Lawson (Yamaha)        | Webster-Hewitt (LCR-Krauser)     | Resoconto |
| 1989 | Anderstorp   |                                | Àlex Crivillé (JJ Cobas)        | Sito Pons (Honda)              |                              | Eddie Lawson (Honda)         | Biland-Waltisperg (LCR-Krauser)  | Resoconto |
| 1990 | Anderstorp   |                                | Hans Spaan (Honda)              | Carlos Cardús (Honda)          |                              | Wayne Rainey (Yamaha)        | Michel-Birchall (LCR-Krauser)    | Resoconto |